# Rommani
Rommani (àrab: الرماني, ar-Rummānī; amazic estàndard marroquí: ⵕⵯⵎⵎⴰⵏⵉ, Ṛʷmmani) és un municipi de la província de Khémisset, a la regió de Rabat-Salé-Kenitra, al Marroc. Segons el cens de 2014 tenia una població total de 12.297 persones.